# منطقه کلان‌شهری پورتلند
منطقه کلان‌شهری پورتلند (به انگلیسی: Portland metropolitan area) یک منطقه کلان‌شهری در ایالات متحده آمریکا است که در اورگن واقع شده‌است. منطقه کلان‌شهری پورتلند ۲٬۴۵۳٬۱۶۸ نفر جمعیت دارد.